# زیلباچی
زیلباچی (به لاتین: Zilbachi) یک منطقهٔ مسکونی در روسیه است که در شهرستان داخادایفسکی واقع شده‌است.